# Enrique I, duque de Baviera
Enrique I (919/921-1 de noviembre de 955) fue duque de Baviera.
Fue el segundo hijo del rey Enrique I el Pajarero y su esposa Matilde de Ringelheim. Intentó una revuelta contra su hermano mayor, Otón I en 938, en alianza con Everardo de Franconia y Gilberto de Lotaringia, en la creencia de que había una reclamación al trono. En 939 fue derrotado en Birten y obligado a abandonar Alemania. Huyó a la corte de Luis IV de Francia, pero regresó después de que él y Otón I se reconciliaran y le concediera el ducado de Lotaringia.
Sin embargo, no pudo hacer valer su autoridad en Lotaringia, y por ello fue despojado de su posición. Planeaba asesinar a Otón I en la Semana Santa en 941 en Quedlinburg, pero fue descubierto y puesto en cautiverio en Ingelheim, siendo liberado después de hacer penitencia en la Navidad de ese año. En 948 obtuvo el Ducado de Baviera mediante su matrimonio con la aristócrata bávara Judith. En primer lugar, defendió y luego amplió su Ducado en las guerras con Hungría y, a través de la adquisición del Friul en Italia. Para su hermano trajo a la reina Adelaida de Pavía, en 951. En 953-954 aplastó la revuelta de Liudolfo, duque de Suabia y Conrado, duque de Lotaringia, y murió en 955 en la abadía de Pöhlde. Su hijo fue Enrique II, duque de Baviera.
Fue enterrado en la abadía Niedermünster de Ratisbona, al igual que su esposa Judith.